# Moreton Bay

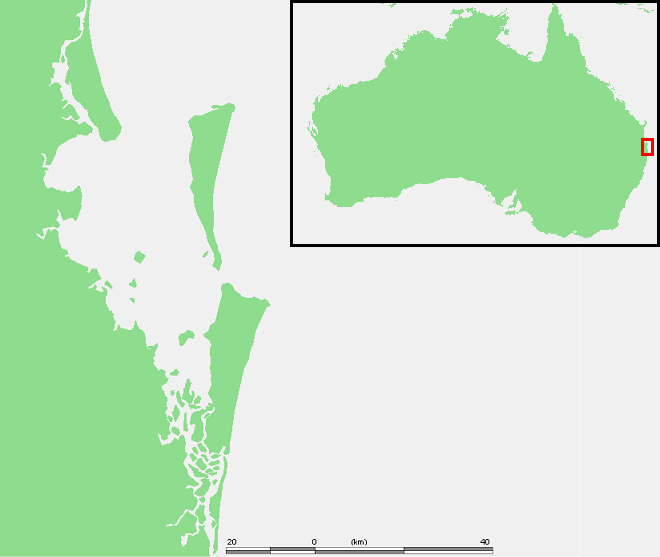
Lage der Moreton Bay in Australien

Die Moreton Bay ist eine große Bucht an der Ostküste Australiens. Sie befindet sich am Korallenmeer, einem Randmeer des Pazifischen Ozeans, im Süden von Queensland und ist der Hauptstadt Brisbane vorgelagert. Im Norden wird sie durch die Sunshine Coast und im Süden durch die Gold Coast begrenzt. 
Durch die Moreton Bay führt die Zufahrtsroute zum Hafen von Brisbane. Für die Bewohner der Gegend bietet die Moreton Bay zahlreiche Möglichkeiten zum Wassersport und Angeln und ist ein beliebtes Naherholungsgebiet für die Bewohner der nahen Hauptstadt. Die Haupteinflugschneise des Brisbane International Airport führt ebenfalls über die Moreton Bay und bietet somit eine Möglichkeit, den Flughafen ohne große Lärmbelästigung für die Einwohner der Hauptstadt und ihrer Nachbarorte anzufliegen.

## Geschichte

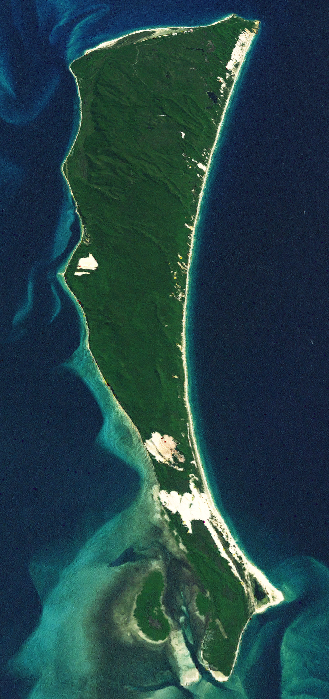
Moreton Island

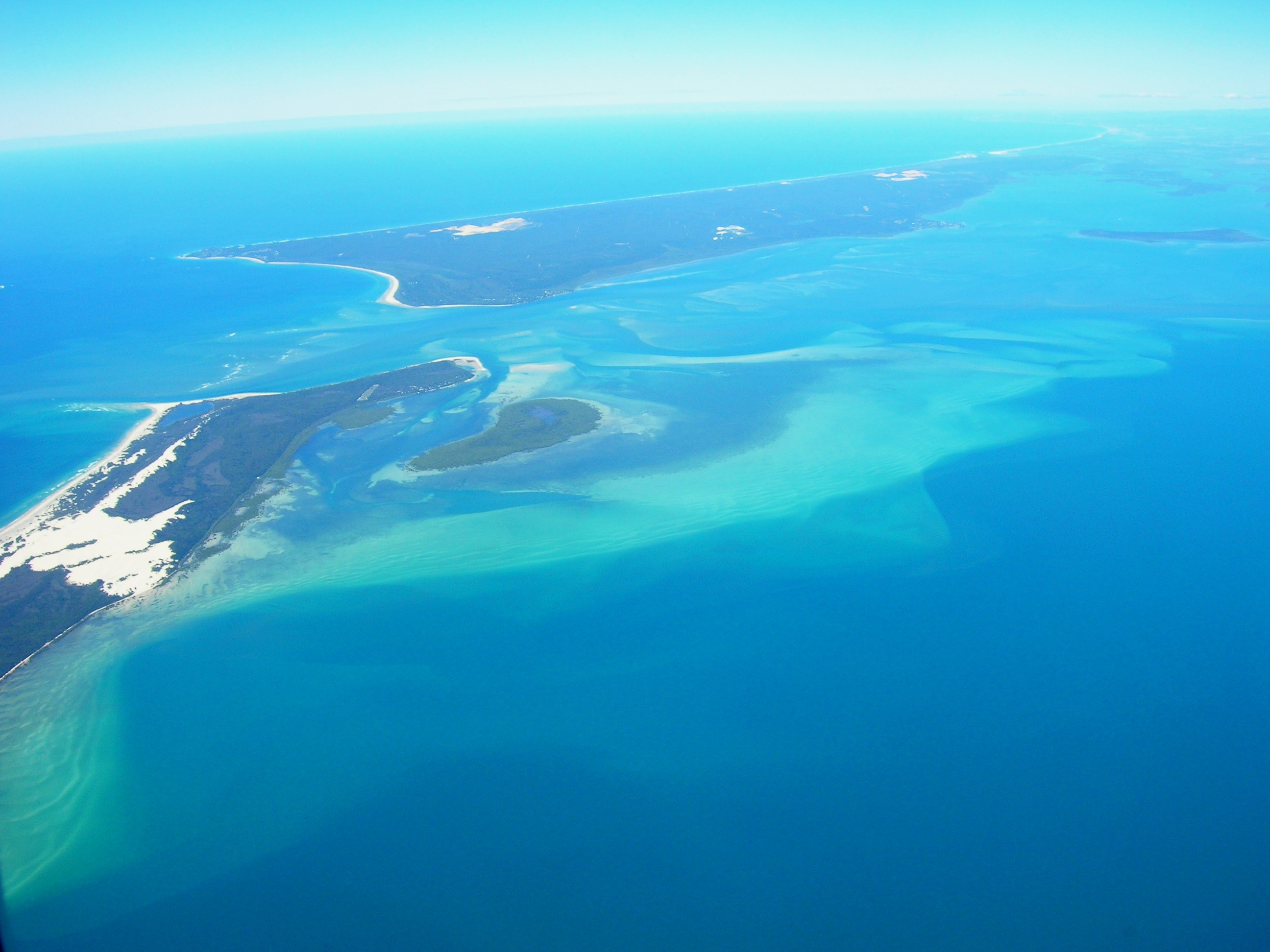
Luftbild der Passage zwischen Moreton Island (links) und North Stradbroke Island (rechts)

### Entdeckung und Besiedelung durch Europäer
Der Name Moreton Bay wurde am 15. Mai 1770 von James Cook vergeben, als er die Gegend mit seinem Schiff passierte. Cook gab den Namen allerdings nur jener Bucht, die vom nördlichen Ende von North Stradbroke Island und der Ostseite von Moreton Island gebildet wird. Die Passage zwischen den beiden Inseln und die heutige Moreton Bay blieben dabei von Cook wahrscheinlich unentdeckt und wurden von ihm nicht erkundet. 
Der Name Moreton geht zurück auf James Douglas Morton, der zur Zeit der Abreise von Cook Präsident der Royal Society war. Die Schreibweise Moreton basiert auf einem Schreibfehler in der ersten Veröffentlichung von Cooks Reise und ist bis heute in dieser Form erhalten geblieben. 
Der erste Europäer, der nachweislich die heutige Moreton Bay erkundete, war Matthew Flinders im Jahre 1799, der an der Pumicestone Passage bei Bribie Island, Redcliffe und Coochiemudlo Island ankerte. Im Jahre 1823 wurde der Brisbane River von John Oxley erkundet, der im darauffolgenden Jahr an der Stelle des heutigen Redcliffe die erste Siedlung in der Bucht errichtete; sie wurde allerdings zwei Jahre später wieder aufgegeben.
Im Jahre 1824 wurde mit dem Bau der ersten Sträflingssiedlung in Queensland begonnen, der Sträflingskolonie Moreton Bay. Sie befand sich einige Meilen flussaufwärts am Brisbane River am Redcliffe Point, wo sich heute das Geschäftszentrum von Brisbane befindet. Diese Sträflingskolonie wurde berüchtigt wegen ihrer brutalen Strafen, die Captain Patrick Logan ab 1826 führte, die er sowohl gegen Sträflinge als auch Soldaten verhängte. Diese Strafen wie 100 Peitschenhiebe wegen Nichtigkeiten führten dazu, dass diese Strafkolonie gefürchtet und verhasst war. Zusätzlich wurde am Amity Point auf North Stradbroke Island ein Vorposten der Armee errichtet. 
In den 1850er Jahren wurde mit der Nutzung der Moreton Bay für industrielle Zwecke begonnen. So wurden die Gezeiten in der Bucht genutzt, um Holz, das in der umliegenden Gegend gefällt wurde, zu sammeln und für die Verschiffung nach Sydney vorzubereiten.

### Aborigines
Lange vor Ankunft der europäischen Siedler war die Gegend um die Moreton Bay von Aborigines besiedelt. Zu Beginn der europäischen Besiedlung gab es nur wenig Kontakt zwischen Siedlern und Aborigines. Die meisten Kontakte waren zunächst freiwillig und zu Konflikten kam es erst in den 1830er Jahren, nachdem die Siedler mit den traditionellen Lebensregeln in Kontakt kamen und die heiligen Stätten der Aborigines missachteten. 
Größere Konflikte gab es erst, nachdem die Gegend um die Moreton Bay und die dortige Sträflingskolonie auch für freie Bürger zur Besiedelung freigegeben wurde. Dies führte dazu, dass die Aborigines ihre angestammten Lagerorte und Jagdreviere verloren und dadurch gezwungen waren, Tiere der Siedler zu töten, was wiederum zu Racheakten der Siedler führte, die dabei Aborigines töteten. 
Auf einigen der Inseln der Bucht waren die Stämme der Aborigines jedoch auch weiterhin relativ ungestört und konnten ihren traditionellen Lebensstil beibehalten. Erst gegen Mitte des 19. Jahrhunderts, als die Besiedlung der Bucht weiter zunahm, kamen auch diese Stämme vermehrt mit den Siedlern in Kontakt. Dies war Folge des Verschwindens der Stämme auf dem Festland, da sie zuvor regelmäßige soziale und wirtschaftliche Beziehungen zu den Inselstämmen unterhielten.

## Geographie

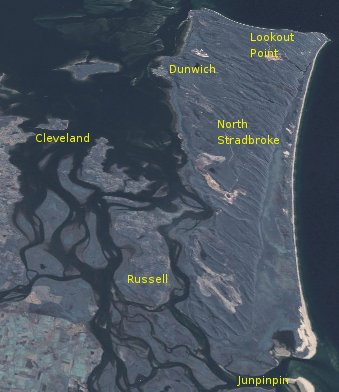
Satellitenaufnahme vom südlichen Teil der Moreton Bay

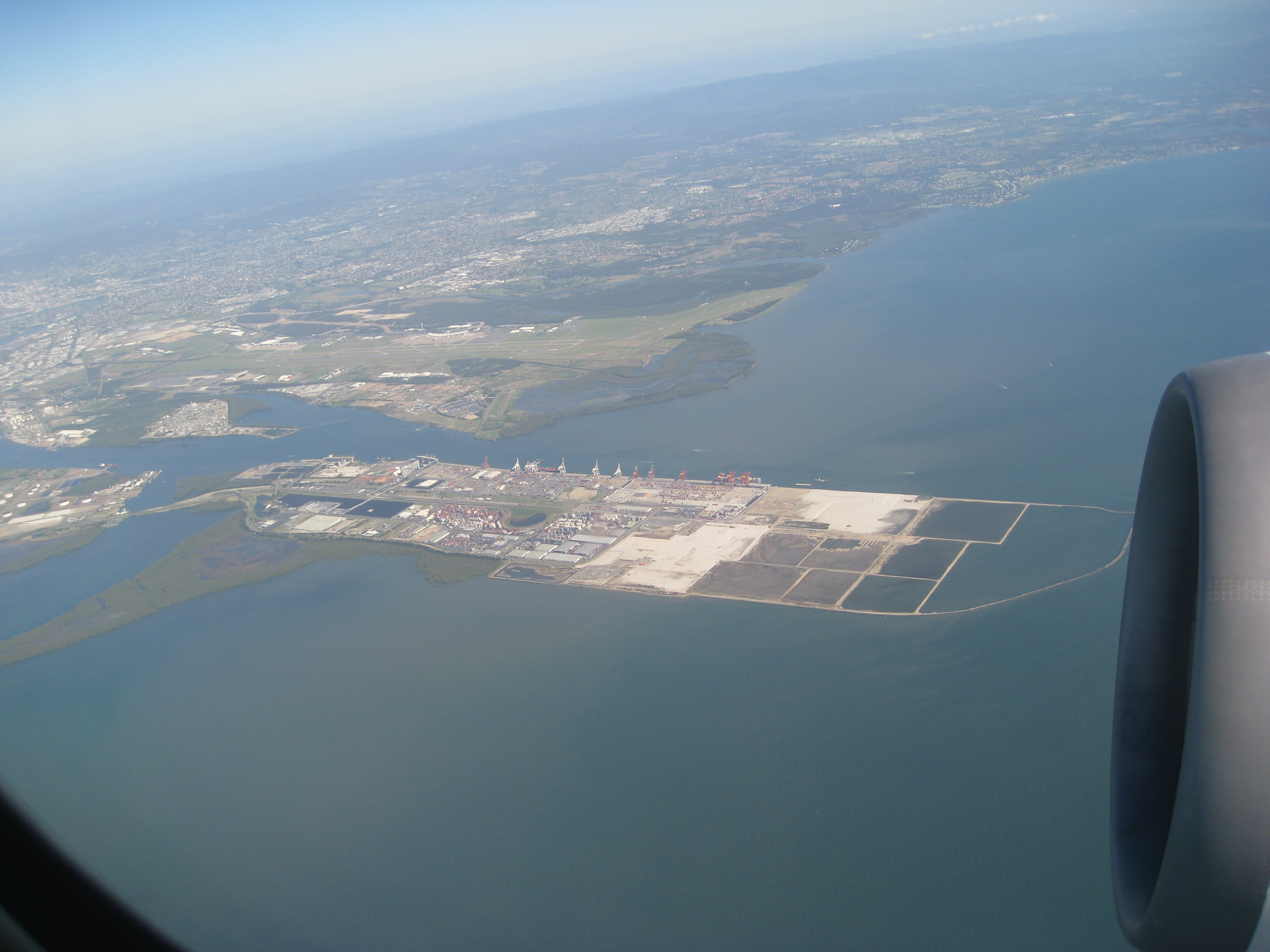
Blick auf die Fisherman Islands mit dem Hafen von Brisbane und Landgewinnungsmaßnahmen zu dessen Erweiterung

Die Moreton Bay hat eine Nord-Süd-Ausdehnung von fast 160 Kilometern. Die nördlichste Ausdehnung der Bucht reicht bis Caloundra am südlichen Ende der Sunshine Coast, die südlichste Ausdehnung ist am Gold Coast Seaway südlich von South Stradbroke Island erreicht. 
Die Bucht wird durch mehrere große Sandinseln vom Korallenmeer getrennt; es sind von Nord nach Süd: Moreton Island, North Stradbroke Island und South Stradbroke Island. Während South Stradbroke Island teilweise nur einige hundert Meter vom Festland entfernt liegt, beträgt die Entfernung zwischen Moreton Island und dem australischen Festland bis zu 30 Kilometer. 
Neben den drei zuvor genannten großen Sandinseln gibt es in der Bucht zahlreiche weitere Inseln. Die bekanntesten sind Bribie Island, Mud Island, Peel Island, Macleay Island und Russel Island. Insgesamt gibt es in der Moreton Bay ungefähr 360 Inseln.
Innerhalb der Moreton Bay gibt es zahlreiche kleinere Buchten. Die größten sind Deception Bay, Bramble Bay, Waterloo Bay und Redland Bay. In die Bucht münden zahlreiche Flüsse, von denen der Brisbane River der größte ist. Andere sind der Pine River, der Nerang River und der Logan River. 
Die Bucht ist im Allgemeinen flach und von Sandbänken geprägt. Im nördlichen Teil der Bucht wird daher ein Schifffahrtskanal für die Zufahrt zum Hafen von Brisbane auf Fisherman Islands künstlich vertieft, um auch größeren Schiffen eine Einfahrt in den Hafen zu ermöglichen. 
Große Teile des Festlands entlang der Moreton Bay sowie einige Inseln sind besiedelt. Die bekanntesten Siedlungen entlang der Bucht sind Deception Bay, Redcliffe, Sandgate, Wynnum, Wellington Point, Cleveland, Victoria Point und Redland Bay.
Im Bereich des Flughafens und Hafens von Brisbane werden das Festland und die Fisherman Islands durch Landgewinnungsmaßnahmen erweitert, um zusätzlichen Platz für den Ausbau der Flughafen- bzw. Hafenanlagen zu gewinnen. Zur Landgewinnung wird größtenteils Sand genutzt, der an anderen Stellen der Moreton Bay abgebaggert wird.

## Naturschutz
Große Teile der Moreton Bay und ihrer Inseln sind in verschiedenen Nationalparks geschützt. So ist die Insel Moreton Island in ihrer gesamten Ausdehnung im Moreton-Island-Nationalpark geschützt. Ebenso verhält es sich bei der Insel St. Helena und dem St.-Helena-Island-Nationalpark. Weitere Inseln oder Teile von Inseln sind im Southern-Moreton-Bay-Islands-Nationalpark unter Schutz gestellt. Auf North Stradbroke Island wurde der Blue-Lake-Nationalpark eingerichtet und große Teile von South Stradbroke Island werden durch den South-Stradbroke-Island-Conservation-Park geschützt. Große Teile der im Norden liegenden Insel Bribie Island stehen im Bribie-Island-Nationalpark unter Schutz.
Die Bucht selbst ist im Moreton-Bay-Marine-Park geschützt, der als Weltnaturerbe der UNESCO vorgeschlagen wurde.

## Flora und Fauna
Die vielen geschützten Gebiete in der Moreton Bay beherbergen eine große Anzahl an Tieren und Pflanzen. So bieten die Inseln und die flachen Gewässer der Bucht hervorragende Brutplätze für zahlreiche Vogelarten, die in der Bucht ein reiches Nahrungsangebot für die Aufzucht ihres Nachwuchses finden. 
Ähnlich artenreich ist die Unterwasserwelt der Moreton Bay. Wale, Delphine, Dugongs, Haie, Schildkröten und unzählige kleinere Fischarten sind in der Bucht zu finden. Die Bucht ist auch Heimat des so genannten Moreton Bay bug (Thenus orientalis), eines scherenlosen „Hummers“ (s. Bärenkrebse), der als besondere Delikatesse in örtlichen Restaurants angeboten wird. 
Ebenfalls nach der Moreton Bay benannt ist die Moreton Bay fig (wörtlich übersetzt „Moretonbucht-Feige“, üblicher deutscher Name: Großblättrige Feige), die in der Bucht und entlang großer Teile der Ostküste Australiens zu finden ist.
Koordinaten: 27° 20′ S, 153° 16′ O